# Freedom, Quận Forest, Wisconsin
Freedom là một thị trấn thuộc quận Forest, tiểu bang Wisconsin, Hoa Kỳ. Năm 2010, dân số của thị trấn này là 333 người.